# Jim Holstein
James „Jim“ Holstein (* 24. September 1930 in Hamilton, Ohio; † 17. Dezember 2007 in Bradenton, Florida) war ein US-amerikanischer Basketballspieler.
Holstein begann seine Basketballkarriere an der University of Cincinnati. Nach Abschluss seines Studiums konnte er als Forward und Guard in seiner Zeit bei den Minneapolis Lakers zwischen 1952 und 1955 zwei Meistertitel in der NBA feiern. Anschließend spielte er noch für die Fort Wayne Pistons.